# Польський цвинтар (Монте-Кассіно)
Польський цвинтар у Монте-Кассіно (італ. Cimitero militare polacco di Montecassino) — польський військовий цвинтар в Монте-Кассіно, на якому знаходяться могили 1072 поляків, які загинули під час штурму бенедиктинського абатства на вершині гори в травні 1944 року під час битви за Монте-Кассіно.
На кладовищі також знаходиться могила генерала Владислава Андерса, який командував польськими силами, що захопили Монте-Кассіно. Андерс помер у Лондоні в 1970 році, а його прах був похований на кладовищі. Згодом поруч була перепохована його дружина Ірена Андерс (Рената Богданська), естрадна співачка, театральна та кіноакторка українського походження.
Кладовище добре видно з абатства, яке лежить всього в декількох сотнях метрів.